# Українська соціал-демократія
Українська соціал-демократія (також відома як група УСД) — соціалістична організація, заснована в 1890-х роках Лесею Українкою та Іваном Стешенком.
Точна дата заснування групи невідома, дослідники називають різні роки — від 1893 до 1897. Окрім співзасновників групи до неї також належали Михайло Кривинюк та Ольга Косач. В ідейному плані група УСД сформувалася на перетині впливів марксизму та драгоманівського соціалізму. 
За час свого існування група опублікувала низку текстів. Зокрема, наприкінці 1890-х років у Києві на гектографі були надруковані брошури «Михайло Петрович Драгоманов (український еміґрант)» (1897), «Програма соціял-демократії», «Про соціял-демократичну роботу серед українського селянства». На початку 1900-х років у Женеві також бул видані брошури «Німецька революція в марті 1848 року», «Царі, пани а люди» й, можливо, «Яке наше життя під московськими царями». У Львові група видала український переклад брошури Шимона Дікштейна «Хто з чого живе» (популярний виклад марксистської класової теорії), до якого Леся Українка написала післямову. Окрім того, в газеті галицької УСДП «Воля» Леся Українка опублікувала статтю з критикою нарису програми Української соціалістичної партії.
Наприкінці 1905 року УСД вела переговори про об'єднання з Революційною українською партією, яка тоді реорганізувалася в УСДРП та остаточно перейшла на соціал-демократичні й федералістські позиції. Але УСД організовано не ввійшла до складу УСДРП, оскільки остання не погоджувалася на існування у своєму складі автономних груп. Окремі члени УСД, зокрема Леся Українка, погодилися долучитися до спільного видання нової соціал-демократичної газети «Праця».